# 逓信官吏練習所
逓信官吏練習所（ていしんかんりれんしゅうじょ, Training School of Communication Officials）は、1909年（明治42年）から1949年（昭和24年）まで存在した、逓信省の職員養成機関である。1945年（昭和20年）、高等逓信講習所（こうとうていしんこうしゅうしょ）に改称。官練（かんれん）と略称される。
入学者は逓信部内職員に限定されず、旧制中学校卒業者も入学可能であったため、旧制専門学校レベルの教育機関としての性格も併せ持つ。同様の性格を持つものとして、鉄道省鉄道教習所がある。高等文官試験に多数の合格者を輩出した学校としても有名である。
日本郵政グループの郵政大学校・中央郵政研修センターと、NTTグループのNTT中央研修センタの源流にあたる。

## 概要
1909年（明治42年）11月20日逓信省告示1155号「逓信官吏練習所規則」による概要は、次の通りである。
- 目的　逓信部内に奉職する職員に対し、逓信事業に必要な特殊の学芸技術を教授する
- 組織

行政科(逓信事業に関する行政)　修業年限2年
技術科(電信、電話、電力に関する学術)　修業年限2年
電信科(高等電気通信術)　修業年限1年
- 身分　無給雇員(但し、修学費用として月10円支給)
- 入学資格

部内者　年齢17歳以上25歳以下で推薦を受けた者
部外者(行政科、技術科のみ)　中学校卒業者
- 義務　卒業後5年間奉職
- 特典
  - 在学者は徴兵猶予の特典を有する
  - 卒業生は高等文官試験の予備試験の受験資格が与えられた。

(このため、中学校卒業者でない部内者については、逓信官吏練習所卒業により、中等学校卒業者と同格の資格を得た。)
- 各科授業科目

行政科　郵便法規、電信電話法規、為替貯金法規、事業監督、事業規画、会計法規及び計算、交通経済及び財政、交通法規、交通地理、電気通信術、英語、仏語又は独語、回議文、体操
技術科　電気学、電信学、電話学、電灯・電力の学術、電線建築学、電気実験、電気通信術、理化学、数学及び力学、図画学、交通地理、英語、回議文、体操
電信科　電気通信術、電気通信実務、電信学、電信実験、電信法規、交通地理、交通法規、英語、仏語又は独語、数学、回議文、体操
- 各科入学定員(大正5年の例)

行政科　40名
技術科　50名
電信科　50名
逓信官吏練習所は、農商務大臣の主管に属する水産講習所および鉄道大臣の主管に属する鉄道教習所などと同じく、文部大臣の主管に属さない学校である。卒業生の総数は、7,649名。

## 前史
- 1871年（明治4年） 工部省が電信技術者養成のため、「修技教場」を設置[1]。
- 1874年（明治7年） 「修技学校」と改称。授業料は無償、日給支給、5年間の奉職義務。
- 1886年（明治19年） 「電信修技学校」と改称[2]。明治4-18年までの入学1722人、卒業1239人[3]
- 1887年（明治20年） 「東京電信学校」設置。高等専門程度へ発展。修業年限2年、在学中の徴兵猶予の特典付与、卒業後の奉職義務3年。
- 1890年（明治23年） 「東京郵便電信学校」設置。甲科・乙科を置き、中学校3年終了程度は乙科に、中学校卒業者は甲科に無試験入学可能とし、部外者の入学も可能となった。
- 1899年（明治32年） 学科を、行政科・技術科・通信科の3科に変更。
- 1905年（明治38年） 日露戦争後の行政整理の一環として、逓信省内部の職業教育機関へ縮小再編。「通信官吏練習所」に改称。部外募集を廃止、修業年限を1年に短縮、徴兵猶予の特典が廃止された。
- 1909年（明治42年） 「逓信官吏練習所」に改称。中学校卒業者に対する部外募集を再開、修業年限を2年に再延長、徴兵猶予の特典を復活。

### 校長等
東京郵便電信学校長
- （兼）古沢滋：1891年7月4日 - 12月2日
- （兼）光妙寺三郎：1891年12月2日 - 1893年3月22日
- （心得）田中貞吉：1893年3月22日 - 11月10日
- （兼）草間時福：1893年11月10日 - 1895年8月16日
- （兼）湯川寛吉：1895年8月16日 -
- （心得）吉田正秀：1897年10月14日 - 1898年2月17日
- 湯川寛吉：1899年4月19日 - 1903年4月1日
- （心得）湯川寛吉：1903年4月1日 - 9月26日
- 河田烋：1903年9月26日 - 1905年2月22日
- （心得）神田選吉：1905年2月22日 -

通信官吏練習所長
- （兼）野村徳：1905年4月1日 - 1905年11月8日
- 野村徳：1905年11月8日 -

逓信官吏練習所長
- 棟居喜九馬：1910年4月1日 - 1911年9月16日
- （心得・兼）宍戸省三：1911年9月16日 -
- 下村宏：1913年7月3日 -
- （事務取扱）植草泰治：不詳 - 1915年12月2日
- 田中次郎：1915年12月2日 - 1917年2月2日
- 中川健藏：1917年2月2日 -
- 赤木鉄夫：不詳

## 歴史
- 1921年（大正10年）5月 全国7つの逓信局に逓信講習所を設置。
  - 普通科
    - 修業年限　9ヶ月(大正12年から1年)
    - 入学資格　満14歳以上、高等小学校卒業程度の試験を課す

  - 高等科
    - 修業年限　1年
    - 入学資格　満23歳以下の男子又は家事に係累のない女子で、普通科卒業後、1年以上勤務した者に対し、中学校卒業程度の試験を課す
- 1922年（大正11年） 電信科の修業年限を2年に延長し、第二部行政科とした。
- 1925年（大正14年） 無線通信科設置(修業年限2年)。
- 1930年（昭和5年） 技術科以外の学科について、受験資格を部内者に限定。
- 1936年（昭和11年） 第一部行政科、無線通信科の部外募集再開。
- 1937年（昭和12年） 第二部行政科を有線及び無線電信に関する学科とし、電話に関する学科を第三部行政科として分離新設。無線通信科廃止。
- 1938年（昭和13年） 無線通信科再設(修業年限1年)。
- 1941年（昭和16年） 技術科の修業年限を3年に延長。
- 1942年（昭和17年） 無線通信科の修業年限を2年に延長。
- 1943年（昭和18年）11月 逓信省の改組に伴い「通信院官吏練習所」に改称。
- 1944年（昭和19年） 第一部行政科を業務科、第二部行政科を電信科、第三部行政科を電話科に改称。

### 高等逓信講習所
- 1945年（昭和20年）4月 「高等逓信講習所」に改称。
- 1946年（昭和21年）9月 全学科の修業年限を3年に延長。業務科を郵務科に改称。
- 1947年（昭和22年）4月14日 「高等逓信講習所」は、高等学校・大学予科修了者と同等以上の学力を有する者として、文部省の指定を受けた。旧制専門学校と同等の認定を受けたものである。
- 1948年（昭和23年）8月1日 逓信職員訓練法(昭和23年法律第208号)が制定・同日施行され、逓信講習所官制(昭和20年勅令第135号)が廃止される。逓信講習所の教育内容は職業教育に限られることとなり、高等逓信講習所における一般教育は以後行われなくなる(逓信職員訓練法2条)。
- 1949年（昭和24年）3月 最後の卒業生を送り出し、高等逓信講習所における教育を休止。

### 電気通信学園
- 1949年（昭和24年）6月 逓信省が廃止され、郵政省及び電気通信省が発足。高等逓信講習所を分割承継する組織として、東京郵政研修所(国立市)及び東京第一電気通信学園(東村山市)が設置される。
  - このうち、電気通信省所管となる教育組織は、電気通信学園及び電気通信訓練所からなる全国18か所の組織に再編される[4]。昭和26年時点での電気通信学園は以下であった[5]。
  - 中央学園 - 東京都北多摩郡東村山町同郡神代村
  - 東京学園 - 東京都港区麻布広尾町
  - 石和(いさわ)学園 - 山梨県東山梨郡岡部村
  - 長野学園 - 長野市栗田
  - 鈴鹿学園 - 三重県鈴鹿市白子町
  - 金沢学園 - 金沢市富樫町
  - 京都学園 - 京都市右京区太秦
  - 兵庫学園 - 兵庫県加古川市神野町西
  - 広島学園 - 広島市宇品町
  - 四国学園 - 香川県善通寺町
  - 熊本学園 - 熊本市清水町
  - 仙台学園 - 仙台市霊屋下町
  - 大湊学園 - 青森県大湊町
  - 札幌学園 - 札幌市南 22 條西7丁目
- 1951年 (昭和26年) 東京第一電気通信学園を中央電気通信学園に改称。
- 1952年 (昭和27年) 電気通信省が廃止され、日本電信電話公社が発足。中央電気通信学園が電気通信省に属する機関となる。

## 意義
逓信官吏練習所は、その卒業生の多くが逓信省、郵政省、日本電信電話公社内で活躍し、幹部職員になる者も多かったが、単に逓信省の職員養成機関にとどまらず、中学校卒業者を直接試験により入学させる部外募集を行っていたため、卒業後の奉職義務はあるものの、官費により旧制専門学校レベルの教育が受けられる「貧者の高等教育」と言う側面を持っていた。この点で、鉄道教習所と同様の意義を持つ。入学は大変な難関であり、昭和期には入学倍率が20倍を超え、行政科に至っては50倍を超える年もあった。
また、卒業生から多くの高等文官試験合格者を輩出したことでも有名であり、1894年（明治27年）から1947年（昭和22年）までの合計で173名の合格者を出している。この数は、東北帝国大学の188名や早稲田大学の182名に次ぎ、明治大学の144名や九州帝国大学の137名を上回る数字である。
逓信官吏練習所は、旧制中学校卒業者を入学させ、わずか2年の修業期間しか持たないにもかかわらず、旧制高等学校3年+旧制大学3年の修学期間を有する旧制大学に互する合格者を輩出していたのである。

## 主な出身者
- 幸田露伴 1882年（明治15年）？ 修技学校入学 小説家
- 三宅福馬 1902年（明治35年） 東京郵便電信学校卒業 満州国法務院法制局長
- 米村嘉一郎 1902年（明治35年）日本初の無線通信士
- 渡辺音二郎 1923年（大正12年） 行政科卒業 逓信省電務局長
- 秋山拡 1926年（大正15年） 無線通信科卒業 北海道放送社長
- 羽藤栄市 1925年（大正14年） 第二部行政科卒業 今治市長
- 安住敦 1927年（昭和2年） 第一部行政科卒業 俳人
- 岡本武雄 1932年（昭和7年） 無線通信科卒業 報知新聞社社長・会長
- 渡辺尚次 1935年（昭和10年） 第一部行政科卒業 全日本空輸副社長
- 永岡光治 1936年（昭和11年） 第一部行政科卒業 参議院議員
- 田辺誠 1941年（昭和16年） 第一部行政科卒業 日本社会党委員長
- 大出俊 1947年（昭和22年） 郵務科(高等逓信講習所)卒業 郵政大臣